# Da Vinci Mysteriet (film)
 For alternative betydninger, se Da Vinci Mysteriet (flertydig). (Se også artikler, som begynder med Da Vinci Mysteriet)
Da Vinci Mysteriet (originaltitel The Da Vinci Code) er en filmatisering af Dan Browns succesroman af samme navn. Filmen er instrueret af Ron Howard og hovedrollerne spilles af Tom Hanks og Audrey Tautou.

## Medvirkende
- Tom Hanks - Robert Langdon
- Audrey Tautou - Sophie Neveu
- Ian McKellen - sir Leigh Teabing
- Paul Bettany - Silas
- Jean Reno - Bezu Fache
- Alfred Molina - bishop Aringarosa
- Jürgen Prochnow - André Vernet
- Charlotte Graham - Mary Magdalene
- Etienne Chicot - løjtnant Jérôme Collet
- Jean-Yves Berteloot - Remy Jean
- Jean-Pierre Marielle - Jacques Saunière